# Christian Andreas Doppler
Christian Andreas Doppler, avstrijski matematik in fizik, * 29. november 1803, Salzburg, Avstrija, † 17. marec 1853, Benetke, Italija (takrat Avstrijsko cesarstvo).
Najbolj znan je po odkritju Dopplerjevega pojava, ki povzroča navidezno spremembo frekvence valovanja, ki se oddaljuje od opazovalca.